# Милош Кесић
Милош Кесић (Маглајани, 10. мај 1942 – Бања Лука, 15. новембар 2020) био је потпуковник Војске Републике Српске. Током Одбрамбено-отаџбинског рата био је командант 2. бањолучке пјешадијске бригаде.

## Биографија
Учитељску школу завршио је 1970. у Бањој Луци, Школу резервних официра, смјер пјешадија, 1968. у Билећи, а затим курс команданата одреда и диверзантски курс. Прије ступања у ВРС био је начелник Штаба ТО, Бања Лука. У чин потпуковника унапријеђен је августа 1991. У ВРС је био од дана њеног оснивања до пензионисања, 30. априла 2000. У току Одбрамбено-отаџбинског рата 1992–1995. био је командант 2. бањолучке пјешадијске бригаде и начелник Наставног центра „Мањача“ за обуку младих војника, а послије рата помоћник команданта за позадину. Јуна 1996. примљен је у професионалну војну службу. У ВРС је одликован Орденом Његоша II реда. Преминуо је у Бањој Луци, 15. новембра 2020. након краће болести.